# Balovne, Nova Odesa
Balovne (în ucraineană Баловне) este o comună în raionul Nova Odesa, regiunea Mîkolaiiv, Ucraina, formată numai din satul de reședință.

## Demografie
Componența lingvistică a comunei Balovne
     Ucraineană (89,65%)
     Rusă (8,99%)
     Alte limbi (0,9%)
Conform recensământului din 2001, majoritatea populației comunei Balovne era vorbitoare de ucraineană (89,65%), existând în minoritate și vorbitori de rusă (8,99%).